# Mohammad Chamkani
Hadji Mohammad Chamkani, né en 1947 et mort en 2012, est un homme d'État afghan, président du Conseil révolutionnaire de la république démocratique d'Afghanistan (chef de l'État) de 1986 à 1987.

## Biographie
À partir de janvier 1986, il est vice-président du Conseil révolutionnaire sous le gouvernement de Babrak Karmal. Quand celui-ci démissionne le 24 novembre suivant, Chamkani lui succède à titre intérimaire à la tête de l'État. Le 30 septembre 1987, il cède la place à Mohammad Najibullah dont il redevient vice-président jusqu'au 16 avril 1992, date de la démission de Najibullah, qui précède de peu la chute du régime communiste.